# Antonín Bennewitz
Antonín Bennewitz   (Přívrat, 26 de març de 1833 - Doksy, 29 de maig de 1926) va ser un violinista bohemi, director d'orquestra i professor. Va estar en una línia de violinistes que es va estendre després de Giovanni Battista Viotti, i va seguir més tard amb Jan Kubelík i Wolfgang Schneiderhan.
Va néixer a Přívrat, Bohèmia, com Antonín Benevic (el seu nom és més sovint vist en una representació alemanya, Bennewitz) d'un pare alemany i una mare txeca. Va estudiar sota Moritz Mildner (1812-1865) al Conservatori de Praga de 1846-52. Va treballar a Praga, on va ser contractat com a primer violinista del Teatre de l'Estat (1852-1861), Salzburg i Stuttgart.
El 1859 actuà a París i Brussel·les. Va ser durant aquest període que el 3 de desembre de 1855 va participar en la primera actuació del Trio de piano en sol menor, Op. 15 de Bedřich Smetana, al Saló Konvicte de Praga, amb el mateix Smetana com a pianista i Julius Goltermann com a violoncel·lista.
El 1866 es va convertir en professor de violí a Praga. El 1876 va succeir a Mildner com a líder del quartet de Friedrich Pixis (Bedřich Vilém Pixis), que es va fer conegut com el Quartet Bennewitz. Es va convertir en el director del Conservatori de Praga en 1882, servint fins al 1901, quan va ser succeït per Antonín Dvořák. Va ser un dels fundadors del "Kammermusikverein", els ideals nacionalistes van estimular a Smetana a escriure el seu Quartet de corda núm. 1 (My Life).
Els alumnes de Bennewitz incloïen a Florián Zajíc, František Ondříček (que va estrenar el concert de Dvořák), Karel Halíř (que va estrenar la versió revisada del concert de Sibelius), Otakar Ševčík, Franz Lehár i tres membres del "Bohemian Quartet" (més tard conegut com el Quartet txec). - Karel Hoffmann i Josef Suk (violinistes), i Oskar Nedbal (violista). Aquests van ser els que més van col·laborar artísticament amb Bennewitz, per té una llarga i bona llista d'alumnes.
El 25 de febrer de 1895, va realitzar amb gran aclamació la primera actuació completa de la Serenata de Josef Suk per a "Cordes en mi bemoll, Op. 6", amb l'Orquestra del Conservatori de Praga (dos moviments havien estat escoltats 14 mesos abans, dirigits pel mateix Suk).
El 3 de juny de 1896, al Conservatori de Praga, Bennewitz va realitzar les primeres actuacions (semipúbliques) dels poemes simfònics de Dvořák, The Noon Witch, The Water Goblin i The Golden Spinning Wheel.
El 1998 es va fundar a Praga un nou Quartet Bennewitz, nomenat en honor d'Antonín Bennewitz.